# خالكي
كالكي (Χάλκη) هي جزيرة ومحافظة في دوديكانيسيا في بحر إيجة في اليونان. وهي تبعد 6 كم غرب رودس
يبلغ عدد سكانها حوالي 313 نسمة.